# Nisshin (Schiff, 1904)
Nisshin (japanisch 日進, auch als Nissin transkribiert) ist der Name eines Panzerkreuzers der Kasuga-Klasse der Kaiserlich Japanische Marine aus dem 1. Jahrzehnt des 20. Jahrhunderts. Gebaut wurde das Schiff auf der Ansaldo-Werft nach den Plänen der Giuseppe-Garibaldi-Klasse der Regia Marina. Zunächst von dieser als San Rocco im Jahr 1901 bestellt, wurde er im Jahr darauf unter dem Namen Mariano Moreno an Argentinien verkauft. Doch die abnehmenden Spannungen mit Chile und finanzielle Nöte zwangen die Argentinier zum Verkauf des Schiffes. Zu diesem Zeitpunkt gab es Spannungen zwischen dem Kaiserreich Japan und dem russischen Zarenreich. Die Argentinier boten das Schiff beiden Parteien an, letztendlich erwarben es die Japaner.
Im Russisch-Japanischen Krieg von 1904–1905 nahm die Nisshin an der Seeschlacht im Gelben Meer teil und wurde in der darauf folgenden Seeschlacht bei Tsushima beschädigt. Weiterhin wurde sie oft zum Beschuss der Verteidigungen von Port Arthur eingesetzt. Das Schiff hatte begrenzte Einsätze im Ersten Weltkrieg und wurde für die Eskorte von alliierten Konvois und der Suche nach deutschen Handelsstörern im Indischen Ozean und vor Australasien eingesetzt. Im Jahr 1918 wurde die Nisshin in das Mittelmeer verlegt und eskortierte dort die Japan zugedachten und nach dem Krieg an Großbritannien übergebene U-Boote deutscher Herkunft. Im Jahr 1927 wandelte sich ihrer Rolle zu der eines Schulschiffs und im Jahr 1936 wurde die Nisshin als Zielschiff versenkt. Irgendwann vor dem 18. Januar 1942 wurde das Wrack gehoben, schwimmfähig gemacht und erneut als Zielschiff verwendet. Geschleppt vom Schlachtschiff Mutsu versenkte die Yamato den Rumpf beim Test ihrer Hauptartillerie.

## Geschichtlicher Hintergrund
Die Nisshin war der letzte von zehn gebauten Panzerkreuzern der Giuseppe-Garibaldi-Klasse. Das erste Schiff dieser Klasse wurde 1895 fertig gestellt; die Schiffe waren im Export beliebt. Über die Jahre wurde der Entwurf sukzessive verbessert. Die letzten beiden Schiffe der Klasse wurden am 20. Dezember 1901 von der königlichen italienischen Marine bestellt und im Jahr 1902 an die argentinische Marine als Antwort auf die chilenische Bestellung zweier Panzerschiffe bei einer britischen Werft verkauft. Die Kriegsgefahr zwischen Argentinien und Chile verschwand allerdings, bevor die Schiffe fertig gestellt wurden, und eine Kombination aus finanziellen Problemen und britischem diplomatischen Druck zwang Argentinien auf ihre Mariano Moreno und dem Schwesterschiff Bernardino Rivadavia zu verzichten. Die argentinische Regierung versuchte die Schiffe an Russland zu verkaufen, doch die Verhandlungen scheiterten aufgrund des von den Argentinien verlangten Preises. Die japanische Regierung sprang schnell in die Bresche und kaufte beide Schiffe trotz des hohen Preises von 14.937.390 ¥ (1.530.000 £) vor dem Hintergrund der gestiegenen Spannungen mit Russland. Zu dem Zeitpunkt plante Japan bereits einen Angriff auf Russland. Die Regierung verzögerte den Überraschungsangriff auf Port Arthur bis zu einem Zeitpunkt, als die Kreuzer bereits aus dem Hafen von Singapur ausgelaufen waren, so dass sie von keiner ausländischen Macht ausgebremst oder interniert werden konnten.

## Entwurf und Konstruktion

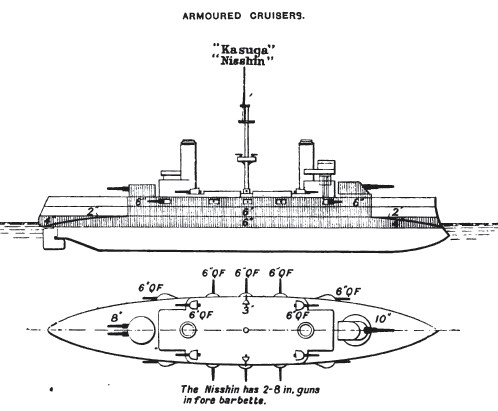
Seiten- und Aufriss der Kreuzer der Kasuga-Klasse aus Brassey’s Naval Annual 1906

Die Nisshin hatte eine Länge über alles von 111,73 m, eine Breite von 18,71 m, eine Raumtiefe von 12,1 m und einen größten Tiefgang von 7,35 m. Sie hatte eine Verdrängung von 7.700 metrischen Tonnen als „Normal displacement“ (d. h.: voll ausgestattet und 2/3 der Maximalmenge an Verbrauchsgütern wie Treibstoff, Munition und Lebensmitteln an Bord). Zwei Dreifachexpansionsdampfmaschinen, jede auf eine Welle wirkend und für eine Leistung von 10.100 kW zum Erreichen einer Geschwindigkeit von 20 Knoten ausgelegt, wurden mit Dampf aus acht kohlegefeuerten Großwasserraumkesseln (auch als schottische Kessel bekannt) versorgt. Ihre Testfahrten am 6. November 1903 ergaben, dass die Entwurfsgeschwindigkeit von 20 Knoten sehr geringfügig überschritten werden konnte (mit 20,15 Knoten). Die Maschinen gaben dabei eine Leistung von 11.108 kW ab. Ihre Reichweite betrug 5.500 Seemeilen (10.200 km) bei einer Geschwindigkeit von 10kn. Die Besatzung bestand aus 560 Offizieren und Mannschaften.
Die Hauptbatterie bestand aus vier Kanonen im Kaliber 20,3 cm (20,3 cm/45 Typ 41) in zwei Zwillingstürmen vor und hinter den Aufbauten. Zehn Schnellfeuerkanonen, Kaliber 15,2 cm (QF 6 inch /40 naval gun), waren als Sekundärbewaffnung in Kasematten mittschiffs auf dem Hauptdeck verbaut, vier weitere Kanonen standen auf dem Oberdeck. Zur Abwehr von Torpedobooten trug der Kreuzer zehn Schnellfeuerkanonen des Typs QF 12 pounder 18 cwt naval gun und sechs des Typs QF 3 pounder Hotchkiss. Weiters verfügte das Schiff über vier unter Wasser paarweise an den Seiten gelegene Torpedorohre für 18-Zoll-Torpedos.
Der Panzergürtel hatte eine maximale Dicke von 150 mm mittschiffs, seine Dicke nahm zu 70 mm in Richtung der Schiffsenden ab. Er deckte die gesamte Schiffsseite zwischen den Hauptbatterie-Barbetten bis zur Höhe des oberen Decks ab. Die Enden dieser zentralen gepanzerten Zitadelle wurden durch Querschotten mit 120 mm Dicke abgeschlossen. Die vordere Barbette, der Kommandostand und die Geschütztürme waren ebenfalls mit 150 mm starken Panzer geschützt. Die hintere Barbette hatte nur eine Panzerstärke von 100 mm. Das Deck hatte eine Panzerstärke von 20–40 mm und die 6-Zoll-Kanonen auf dem Oberdeck verfügten über Splitterschutzschilde.

## Geschichte des Schiffs

### Bau
Die Kiellegung des Kreuzers fand am 29. März 1902 unter dem provisorischen Namen San Rocco statt. Am 9. Februar 1903 lief der Kreuzer, nunmehr von den Argentiniern Mariano Moreno genannt, vom Stapel. Am 30. Dezember 1903 erfolgte der Verkauf an Japan, die Umbenennung auf den Namen Nisshin zum 1. Januar 1904. Die Nisshin sowie ihr erst vor kurzem so genanntes Schwesterschiff Kasuga wurden offiziell an Japan am 7. Januar übergeben und in Dienst gestellt. Die beiden Schiffe liefen aus Genua am 9. Januar unter dem Befehl britischer Kapitäne mit Mannschaften aus britischen Seemännern und italienischen Heizern aus. Bei der Ankunft im ägyptischen Port Said fünf Tage später begegneten sie dem russischen geschützten Kreuzer Aurora. Sie erreichten Sues am 16. Januar in Begleitung des britischen Panzerkreuzers King Alfred. Am 2. Februar erreichten die beiden japanischen Schiffe Singapur, wo es zu geringen Verzögerungen der Fahrt aufgrund eines Streiks von Kulis kam.

### Einsatzgeschichte

#### Russisch-Japanischer Krieg

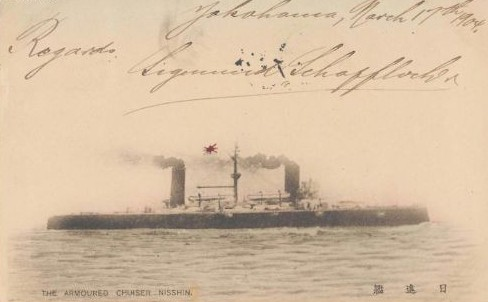
Eine Postkarte mit der Nisshin als Motiv, Anfang 1904

Nisshin und Kasuga erreichten Yokosuka am 16. Februar, just als Japan die Kampfhandlungen mit dem Überraschungsangriff auf Port Arthur begonnen hatte. Das Training japanischer Besatzungen auf beiden Schiffen begann unmittelbar. Beide Schwesterschiffe bekamen am 11. April den Auftrag zur Verstärkung der Schlachtschiffe der 1. Division der 1. Flotte unter dem Oberkommando des Admirals Tōgō Heihachirō. In einem Versuch, die russischen Schiffe in Port Arthur abzuriegeln, befahl Admiral Tōgō das Legen eines Minenfeldes an der Hafenmündung am 12. April, außerdem erhielten Nisshin und Kasuga den Auftrag, sich zu präsentieren als „eine Vorführung unserer Macht“. Tōgō hatte Erfolg darin, einen Teil des russischen Pazifikgeschwaders aus dem Hafen heraus zu locken, darunter das Flaggschiff von Vizeadmiral Stepan Makarow, das Schlachtschiff Petropawlowsk. Als Makarow der fünf japanischen Schlachtschiffe sowie Kasuga und Nisshin ansichtig wurde, drehte er ab, um zurück nach Port Arthur zu gelangen, was sein Flaggschiff in das jüngst gelegte Minenfeld der Japaner führte. Das Schiff sank in weniger als zwei Minuten, nachdem eines seiner Magazine explodierte, und Makarow war eines der 677 Todesopfer an Bord. Zusätzlich zu diesem Schiffsverlust wurde das Schlachtschiff Pobeda von einer weiteren Mine beschädigt. Durch seinen Erfolg ermutigt, nahm Tōgō den Beschuss auf große Reichweite unter Einsatz der Möglichkeiten der beiden Kreuzer wieder auf. Am 15. April schossen die Schiffe aus der Pigeon Bay an der südwestlichen Seite der Liaodong-Halbinsel, die Entfernung zum Zielbereich betrug 9,5 km. Die Kampfhandlungen waren nicht völlig einseitig, da am selben Tag das russische Schlachtschiff Peresvet einen Treffer auf der Nisshin landete. Anfang Mai setzten die Schwesterschiffe ihre Schiffsartillerie auf Reichweiten von bis zu 18 km ein, was sich aber als ineffektiv herausstellte.
Am 15. Mai wurden die Schlachtschiffe Yashima und Hatsuse durch russische Minen versenkt. Aufgrund dieses Verlustes eines Drittels der japanischen Schlachtschiffstärke beschloss Tōgō den Einsatz von Nisshin und Kasuga in der Kampflinie zusammen mit seinen verbliebenen vier Schlachtschiffen. Zum ersten Mal auf die Probe gestellt wurde diese Entscheidung am 23. Juni, als das Pazifikgeschwader einen, dann fehlschlagenden, Ausfall wagte, um Wladiwostok zu erreichen. Konteradmiral Wilhelm Withöft befahl dem Geschwader die Rückkehr nach Port Arthur, als es der japanischen Kampflinie (inklusive Nisshin und Kasuga) kurz vor Sonnenuntergang begegnete, da er den zahlenmäßig überlegenen Gegner nicht in einem Nachtgefecht angehen wollte. Am 27. Juli zwangen die beiden Schwesterschiffe eine russische Streitmacht, bestehend aus einem Schlachtschiff, mehreren Kreuzern und Kanonenbooten, welche zur Feuerunterstützung der russischen Armee ausgelaufen waren, durch Beschuss auf große Reichweite zur Rückkehr in den Hafen.
Die beiden Kreuzer nahmen an der Seeschlacht im Gelben Meer vom 10. August teil, spielten dort aber keine große Rolle, da sie meistens am hinteren Ende der japanischen Kampflinie fuhren. Für den kurzen Abschnitt nach Tōgōs Kursumkehr befand sich die Nisshin an der Spitze der Schlachtlinie. Sie wurde während des Kampfes dreimal getroffen und verlor dadurch 14 getötete und 25 verwundete Mannschaftsmitglieder. Nach der Schlacht kehrten die Schwesterschiffe zurück zur Pigeon Bay und bekämpften russische Befestigungen.
Bei der darauffolgenden Seeschlacht bei Tsushima am 26. Mai 1905 war die Nisshin das Flaggschiff von Vizeadmiral Misu Sōtarō und fuhr an sechster und letzter Position der Schlachtlinie, hinter der Kasuga. Etwa um 14:10 Uhr eröffnete die Nisshin das Feuer auf die Osljabja, dem Führungsschiff der zweiten Kolonne der russischen Flotte, auf eine Entfernung von 6400 m. Um 14:40 Uhr erhielt die Nisshin ihren ersten Treffer, als eine russische 30,5-cm-Granate die vordere Steuerbord-20,3-cm-Kanone in zwei Teile zerlegte. Zwischen 14:57 Uhr und 15:05 Uhr wendete die japanische Flotte auf ihrem Kurs, um die russische Nordwärtsbewegung zu blockieren, was die Nisshin zum ersten Schiff in der Schlachtlinie werden ließ. Um 15:00 Uhr durchschlug eine 30,5-cm-Granate den Gürtelpanzer des Kreuzers etwa 30 cm unterhalb der Wasserlinie und flutete einen Kohlenbunker. Eine weitere 30,5-cm-Granate traf den Gürtel etwa 90 cm oberhalb der Wasserlinie, durchdrang den Panzer aber nicht. Um 15:06 Uhr versuchte der russische Geschützte Kreuzer Schemtschug eine Annäherung für einen Torpedoangriff, wurde aber durch Feuer von Nisshin, Kasuga und dem Panzerkreuzer Iwate auf einer Entfernung von 3000 m zurückgeschlagen. Um 15:30 Uhr wendete die japanische Kampflinie erneut, so dass die Nisshin wieder am Ende der Linie lief. Eine weitere 30,5-cm-Granate traf das Schiff ohne größere Schäden anzurichten. Um 16:05 Uhr sorgte ein Treffer einer 22,7-cm-Granate auf dem vorderen Turm für Splitterflug in den Kommandostand hinein. Dabei wurde Vizeadmiral Misu verwundet. Ein weiterer Treffer einer 30,5-cm-Granate um 17:20 Uhr zerstörte die Backbord-20,3-cm-Kanone des hinteren Turms. Als das Tageslicht am Schwinden war, wurde um 19:00 Uhr die Nisshin nochmals von einer weiteren 30,5-cm-Granate getroffen, welche das Rohr der vorderen Backbord-20,3-cm-Kanone abtrennte, so dass nur noch ein einziges schweres Geschütz einsatzbereit verblieb. An dem auf die Schlacht folgenden Morgen wurden die überlebenden russischen Schiffe in der Nähe der Liancourt-Felsen ausgemacht. Tōgō erreichte die Position etwa gegen 10:00 Uhr. Aufgrund einer sehr großen zahlenmäßigen Überlegenheit gegenüber den Russen wählte er das Führen des Gefechts auf große Entfernung, um Verluste zu minimieren. Die Kasuga eröffnete das Feuer auf das veraltete Schlachtschiff Imperator Nikolai I aus einer Entfernung von 9100 m. Die Russen gaben kurz darauf auf.

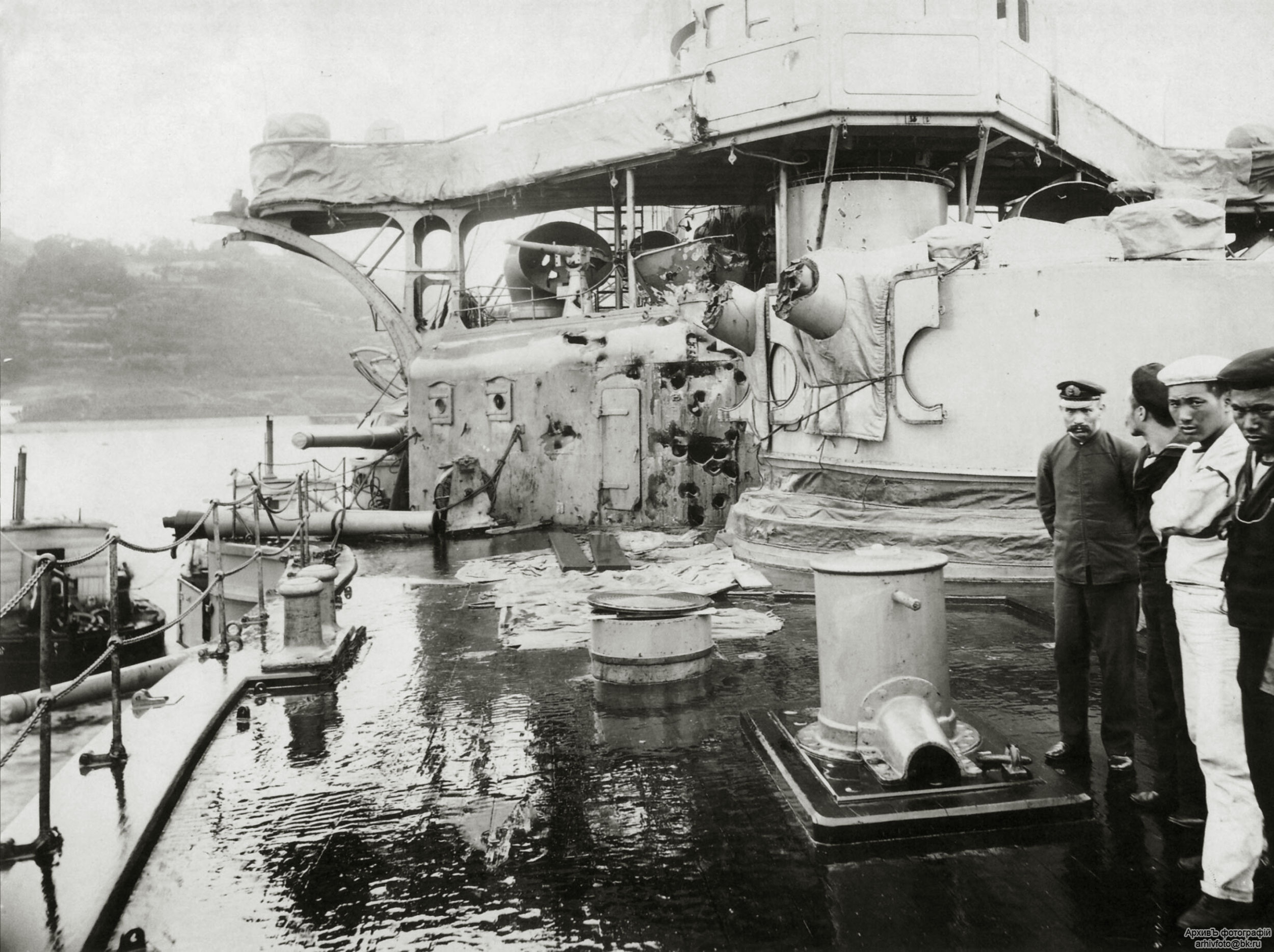
Der vordere Geschützturm und vordere Aufbauten nach der Seeschlacht bei Tsushima

Die Nisshin verschoss 181 20,3-cm-Granaten während der Schlacht. Im Gegenzug erhielt sie die zweitgrößte Anzahl an Treffern nach Tōgōs Flaggschiff Mikasa, welches 40 Mal getroffen wurde. Der Kreuzer erhielt 13 Treffer, darunter sechs von 30,5-cm-Granaten, zwei von 15,2-cm-Zoll-Granaten, einen von einer 22,7-cm-Granate und vier von Geschossen nicht bestimmbaren Typs. Im Verlauf des Gefechts wurde der an Bord kommandierte Kaigun shōi (Fähnrich) Yamamoto Isoroku, der spätere Oberbefehlshaber der Kombinierten Flotte im Zweiten Weltkrieg, schwer verwundet, er verlor zwei Finger seiner linken Hand.
Kurz nach der Schlacht wurde die Nisshin der 3. Flotte der kaiserlichen japanischen Marine für die Inversion und die Besetzung von Sachalin im Juli und August zugeteilt. Am 2. September 1911 eskortierte das Schiff das ehemalige russische Lazarettschiff Anegawa nach Wladiwostok, wo es den Russen zurückgegeben werden sollte. Im November 1912 explodierte ein Kessel an Bord, wodurch 20 Besatzungsmitglieder getötet wurden. Anfang 1914 wurde die Nisshin überholt und ihre Kessel durch zwölf Wasserrohrkessel „Kampon Typ 1“ ersetzt.

### Der Erste Weltkrieg und die Nachkriegszeit
Mitte September 1914 verlangte die britische Admiralität, dass die japanischen Kräfte im südlichen Pazifik als Bestandteile der Suche nach dem deutschen Ostasiengeschwader verstärkt werden. Dem Kreuzer wurde die Verlegung nach Süden befohlen. Am 12. Oktober kollidierte die Nisshin mit einem nicht auf den Karten verzeichneten Felsen vor Sandakan und musste Singapur für Reparaturen anlaufen. Nach deren Vollendung wurde das Schiff dem 2. Südseegeschwader mit Stützpunkt in Truk. Im Februar 1915 besuchte das Schiff die besetzten Kolonien von Deutsch-Samoa und Deutsch-Neuguinea. Die Nisshin diente als Flaggschiff des Zerstörergeschwaders (Suiraisentai) 1 vom 13. Dezember 1915 bis zum 13. Mai 1916 und vom 12. September bis zum 1. Dezember 1916 und dann des Suiraisentai 2 vom 28. März bis zum 13. April 1917. Nach dem Einfall des deutschen Handelsstörers Wolf in den Indischen Ozean im März 1917 verlangte die Admiralität, dass die japanische Regierung die bereits anwesenden Schiffe verstärke, dort und in australischen Gewässern. Als Reaktion darauf wurde die Nisshin südwärts gesandt und eskortierte alliierte Schiffe zwischen Colombo, Ceylon und Fremantle (Australien) in den Monaten April und Mai.
1918 wurde das Schiff in das Mittelmeer gesandt um das Zweite Sondermissionsgeschwader zu verstärken, während dieses alliierte Truppenkonvois über das Mittelmeer eskortierte. Im November wurde sie das Flaggschiff des Konteradmirals und Geschwaderkommandanten Kōzō Satō während die Hauptmacht des Geschwaders nach Konstantinopel dampfte, wo es am 6. Dezember ankam. Danach fuhr der Kreuzer nach Portland um aufgegebene deutsche U-Boote, welche Japan zugeteilt worden, zu diskutieren. Sie kamen am 5. Januar 1919 an und das Geschwader lief Ende März gen Malta aus. Nach der dortigen Instandsetzung einiger U-Boote kamen das Geschwader am 18. Juni in Yokosuka an.
1924 wurden zwei ihrer 7,6-cm-Kanonen entfernt, ebenso alle ihre Schnellfeuer-Hotchkiss-Kanonen. Ein einzelnes 7,62-cm-Flugabwehrgschütz kam an Bord. Die Nisshin wurde 1927 in Yokosuka zum Schulschiff und Depotschiff umgewandelt; am 1. April 1935 wurde sie aus dem Flottenregister gestrichen. Sie wurde umbenannt, der neue Name lautete Hai-Kan No. 6. Unter diesem Namen wurde sie 1936 als Zielschiff bei einem Einsatzschießtraining im Kamegakubi-Marine-Erprobungsgelände in der Seto-Inlandsee vor Kure versenkt. Irgendwann vor dem 18. Januar 1942 wurde das Wrack gehoben, schwimmfähig gemacht und erneut als Zielschiff verwendet. Geschleppt vom Schlachtschiff Mutsu versenkte die Yamato noch- und letztmals den Rumpf beim Test ihrer Hauptartillerie.